# روجر أرنتزن
روجر أرنتزن (بالنرويجية البوكمول: Roger Arntzen)‏ هو عازف جاز وملحن نرويجي، ولد في 3 يونيو 1976 في بودو في النرويج.

## وصلات خارجية
- الموقع الرسمي
- روجر أرنتزن على موقع ميوزك برينز (الإنجليزية)
- روجر أرنتزن على موقع ديسكوغز (الإنجليزية)